# Björköleden
Björköleden är färjeförbindelsen mellan Lilla Varholmen (vid Hisingen) och Björkö. Leden trafikeras av Trafikverket Färjerederiet, är cirka 900 meter lång och överfarten tar cirka fem minuter.

## Historia
Det var Vägverket som 1967 började trafikera sträckan mellan Lilla Varholmen och Björkö. Tidigare hade den huvudsakliga näringen i Göteborgs norra skärgård varit fisket, men när nedgången inom fisket på 60-talet blev alltför stor började allt fler öbor pendla till alternativa jobb på fastlandet. Den första färjan lastade 12 personbilar och den som sedan sattes i trafik tar 16 personbilar.
Färjeleden är Färjerederiets 6:e mest trafikerade, med drygt 540 000 motorfordon år 2009.
Under perioden december 2015 till juni/juli 2017 byggdes färjeterminalen vid Lilla Varholmen om, så att piren byggdes ut till en bussterminal. Ombyggnaden var en del av Västsvenska paketet.